# Municipio de Ignacio de la Llave
El municipio de Ignacio de la Llave es uno de los 212 municipios en que se divide el estado mexicano de Veracruz. Se encuentra en la zona central del estado y su cabecera es la ciudad de Ignacio de la Llave.
 Ignacio de la Llave  tiene un clima principalmente cálido, como es característico de los municipios que rodean el río Papaloapan.
El municipio celebra su carnaval en el mes de marzo, donde la música, las danzas y la alegría es compartida por sus habitantes.

## Toponimia
El nombre que lleva el municipio es en honor al personaje Ignacio de la Llave.

## Medio físico

### Localización
El municipio se encuentra ubicado en la zona central del estado, dentro de la zona conocida anteriormente como llanuras del sotavento, en la región económico-administrativa llamada, Papaloapan.

### Delimitación
Limita al norte con los municipios de Tlalixcoyan y Alvarado, al sur
con los municipios de Ixmatlahuacan y Tierra Blanca, al oeste con los municipios de Tierra Blanca y Tlalixcoyan, y al este con los municipios de Alvarado e Ixmatlahuacan.

### Fisiografía
Predominantemente aluvial costera inundable, llanura aluvial costera y llanura aluvial con lomeríos, perteneciente a la llanura costera veracruzana, parte de la llanura costera del golfo sur, con suelos gleysoles, vertisoles y chernozem

### Hidrografía
Parte del territorio irrigado por el río blanco, y algunas aguas perennes, pertenecientes al cuenca hidrográfica del Papaloapan.

### Clima
En la mayor parte del territorio cálido subhúmedo con lluvias en verano, de mayor humedad y en minoritariamente  cálido subhúmedo con lluvias en verano, de humedad media, con un rango de precipitación de 1 400 – 1 600 mm y una temperatura promedio de 24 – 28 °C.

## Historia

### Mundo prehispánico
Durante el Periodo Clásico (200-900) el territorio que actualmente ocupa el municipio de Ignacio de la Llave estuvo ocupado por  una cultura diferente a la totonaca y olmeca, denominada Mixtequilla Clásica:
Esta cultura, a la que Bárbara Stark (1993) llama Mixtequilla Clásica, se desarrolla en la cuenca baja del río Papaloapan y perdura hasta aproximadamente el año 900; es decir, justo cuando está en auge El Tajìn. La misma autora indica que en la mencionada cultura mixtequilla se encuentra uno de los núcleos desde donde, en el periodo clásico, se desarrolla el esfuerzo de escribir y esculpir.
El sitio arqueológico Cerro de las Mesas que se localiza en el municipio de Tlalixcoyan, sería uno de los sitios representativos de la antes mencionada cultura, ya que en este lugar se encontró el conjunto de estelas grabadas más grandes que se conoce del centro y sur de Veracruz. Los señoríos nahuas, de norte a sur eran Tlalixcoyan en el ámbito de la Mixtequilla, Tlacotalpan, Amatlán, Poctlan, Cosamaloapan, Otatitlán y Puctlancingo.
La ubicación geográfica de la región de la Mixtequilla y en especial la del poblado de Ignacio de la Llave,  refleja que posiblemente este territorio sirvió como un pasillo entre las culturas del Sureste y el Altiplano Central:
…la importancia de la Mixtequilla pudo derivarse de su situación geográfica, con la proximidad de la laguna de Alvarado donde desemboca el sistema fluvial del río Papaloapan, los nortes pudieron haber obligado a los marineros a buscar un lugar de seguridad dentro de la gran laguna o en la orilla de los ríos que allí desembocan, por ejemplo el río Hondo  que pasa cerca de La Mixtequilla.

### La Colonia
En la época de la conquista la población indígena quedó desplazada y casi extinta por diversos factores como por ejemplo, las enfermedades traídas por los españoles,  los excesos de la conquista al momento de someter a las comunidades indígenas y la emigración de los pueblos hacia zonas más seguras para librarse del sometimiento español. La despoblación provocó que extensas áreas de tierra cultivable y sitios ribereños dedicados a la pesca quedaran fuera del control directo de los nativos y bajo la mira económica del español.
Por otra parte durante  la época colonial,  en el actual municipio de Ignacio de la Llave existió una gran hacienda, la de Santa María de la O Cuyucuenda administrada por españoles que se dedicaron al cultivo  de algodón y tabaco; dicho latifundio se encontraba entre las nueve haciendas más extensas de la región del Papaloapan.
De tal magnitud fue la apropiación legal o extralegal de la tierra en el ámbito del Papaloapan, que al final de la Colonia el control correspondía a nueve haciendas ganaderas: Santa María Cuezpala que fue conocida como La Estanzuela, Santa María de la O Cuyucuenda, San Juan Zapotal, Santo Tomás de las Lomas, Santa Catalina de Uluapa, Santa Ana Chiltepec, San Agustín Guerrero, Santa Catarina de los Ortizales y San Nicolás Zacapesco.
Después de 1525 los españoles que administraban la hacienda de Santa María de la O Cuyucuenda se vieron en la necesidad de atraer  familias indígenas de origen mixteco  del estado de Oaxaca para que se encargaran de levantar las cosechas de maíz, algodón y tabaco esto debido a la escasez de mano de obra indígena  y  a la baja densidad demográfica ocasionada por la enorme mortandad de indios a lo largo del siglo XVI a causa de  enfermedades como la malaria, viruela y sarampión traídas por los conquistadores y por la política de congregación de pueblos.
Ante tal situación estas  familias fueron congregadas en “Campamentos”, los cuales consistían en galeras hechas de palma y yagua (madera de palma). Estos sitios también se convirtieron en centros de reunión para los trabajadores y sus familias, ya sea para intercambiar artesanías  de palma, bejuco, junco o zapupe elaborados por ellos mismos  o bien compartir una tarde de música y zapateado exponiéndose así el carácter alegre y la picardía del veracruzano del Papaloapan.
En Ignacio de la Llave y en toda la región de La Mixtequilla, no solo se tiene la influencia cultural de los indígenas de la mixteca oaxaqueña, sino que también existe una gran influjo de la población indígena que se hallaba en la región antes de la llegada de los españoles y de los esclavos negros, que llegaron a las haciendas del Papaloapan enviados por Hernán Cortés, Marqués del Valle de Oaxaca en el año de 1544: Los latifundios que se formaron en La Hoya, entrado ya el siglo XVIII, sin excepción, tuvieron esclavos negros a su servicio: Zapotal, Uluapan, Estanzuela, Cuautotolapa, Las Lomas, Joluca, Cuyucuenda, etcétera.
Así mismo, a largo del periodo colonial y hasta 1868 el municipio de San Cristóbal de la Llave, conocido  como  Ignacio de la Llave a partir de 1933 y hasta ahora, dependió política y económicamente del municipio de Tlalixcoyan, pueblo que desde la época prehispánica había tenido un importante desarrollo. Tlalixcoyan  había servido como  centro de almacenaje e intercambio comercial para el imperio mexica y sus aliados, además, por su estratégica ubicación sirvió  a los españoles de base para la colonización hispánica, por lo que siguió teniendo esta trascendental  función.
Las rutas que partían de Córdoba y del puerto de Veracruz, se unían en la cabecera de lo que fue el señorío de Cotaxtla localizada a orilla del río Atoyac. Después los arrieros continuaban su viaje hacia el sur hasta llegar a la localidad que hoy lleva el nombre de Joachín y culminaban su trayecto en Tlalixcoyan. Hasta aquí llegaban los arrieros procedentes de tierra fría, descargaban en los almacenes las mercancías transportadas, entre ellas harina, y temerosos a las “calenturas” de tierra caliente de inmediato hacían la remuda de mulas, fletaban los productos como el pescado seco que habrían de conducir y retornaban a sus lugares de origen.
A mediados del siglo XVIII, Félix de Betancourt introduce a la región de la Mixtequilla la siembra de Algodón, adquiriéndose de esta manera una mayor importancia económica no solo por ser un substancial soporte de la actividad mercantil, sino también por la constante  demanda de  este producto y la extracción de ixtle. Así mismo, las condiciones climáticas y de suelo de la región propiciaron el cultivo de las ya mencionadas fibras, que tenían una gran demanda tanto al interior de la Nueva España en el caso del algodón como  en el extranjero  en referencia al ixtle puesto que tuvo mucha  exigencia en las Antillas y Europa, para la fabricación de cuerdas y costales que se utilizaban mucho para el almacenamiento del azúcar por dar un ejemplo.
En año de 1750 eran desconocidas en los pueblos de Tlalixcoyan, Medellín, Cotaxtla y sus rancherías las siembras de algodón que desde aquella época introdujo en el propio Tlalixcoyan D. Félix de Betancourt, siendo Teniente de Justicia de aquel pueblo, el que sucesivamente se propagó a toda la jurisdicción con la ventaja de ser el de más sobresaliente calidad de toda la tierra caliente, en términos que su valor en Puebla excede en dos reales arroba al que llaman de los ríos.

## Gobierno y administración
El gobierno del municipio está a cargo de su Ayuntamiento, que es electo mediante voto universal, directo y secreto para un periodo de tres años que no son renovables para el periodo inmediato posterior pero sí de forma no continua. Está integrado por el presidente municipal, un síndico único y el cabildo conformado por los regidores, algunos electos por mayoría relativa y otros por el principio de representación proporcional. Todos entran a ejercer su cargo el día 1 de enero del año siguiente a su elección.

### Subdivisión administrativa
Para su régimen interior, el municipio además de tener una cabecera y manzanas, se divide en rancherías y congregaciones, teniendo estas últimas como titulares a los subagentes y agentes municipales, que son electos mediante auscultación, consulta
ciudadana o voto secreto en procesos organizados por el Ayuntamiento.

### Representación legislativa
Para la elección de diputados locales al Congreso de Veracruz y de diputados federales al Congreso de la Unión, el municipio se encuentra integrado en el Distrito electoral local XXII de Boca del Río con cabecera en la ciudad de Boca del Río y el Distrito electoral federal XVII de Cosamaloapan con cabecera en la ciudad de Cosamaloapan.